# Igor Borozdinow
Igor Borozdinow (ros. Игорь Бороздинов, ur. 29 kwietnia 1987 w Moskwie) – rosyjski wioślarz.

## Osiągnięcia
- Mistrzostwa Świata Juniorów – Banyoles 2004 – ósemka – 4. miejsce[1].
- Mistrzostwa Świata Juniorów – Brandenburg 2005 – ósemka – 4. miejsce[1].
- Mistrzostwa Europy – Brześć 2009 – ósemka – 8. miejsce[1].